# The Middle
The Middle è una serie televisiva statunitense prodotta da Warner Bros. e trasmessa per nove stagioni dal 30 settembre 2009 al 22 maggio 2018 sull'emittente ABC.
In Italia è andata in onda su Premium Joi dal 17 gennaio 2010 al 26 settembre 2018, mentre in chiaro dal 5 luglio 2011 al 18 dicembre 2020 su Italia 1.

## Trama
The Middle segue le vicende della famiglia Heck, che vive nella cittadina fittizia di Orson (Indiana) durante il periodo della crisi economica globale.
Le puntate sono narrate dalla madre Frances, che racconta ciò che succede alla famiglia; ogni puntata si basa su un argomento differente, ma il punto focale della serie è la difficoltà di essere genitori in una famiglia con scarse possibilità economiche.

## Episodi
| Stagione         | Episodi | Prima TV originale | Prima TV Italia |
| ---------------- | ------- | ------------------ | --------------- |
| Prima stagione   | 24      | 2009-2010          | 2010            |
| Seconda stagione | 24      | 2010-2011          | 2011            |
| Terza stagione   | 24      | 2011-2012          | 2012            |
| Quarta stagione  | 24      | 2012-2013          | 2013            |
| Quinta stagione  | 24      | 2013-2014          | 2014            |
| Sesta stagione   | 24      | 2014-2015          | 2015            |
| Settima stagione | 24      | 2015-2016          | 2016            |
| Ottava stagione  | 23      | 2016-2017          | 2017            |
| Nona stagione    | 24      | 2017-2018          | 2018            |

## Personaggi

### Principali
- Frances Patricia "Frankie" Heck, interpretata da Patricia Heaton, doppiata da Roberta Greganti.
 La madre della famiglia. Nelle prime stagioni, lavora in una concessionaria d'auto con scarsi risultati nelle vendite e tutti i giorni ha a che fare con Bob, un collega innamorato di lei. Frankie è il personaggio centrale della serie, e sua è anche la voce fuori campo. Cerca sempre di prendere esempio da Oprah Winfrey per migliorare l'armonia familiare.
- Michael Bartholomew "Mike" Heck Jr., interpretato da Neil Flynn, doppiato da Vittorio De Angelis (ep. 1x01-6x18) e da Massimo De Ambrosis (ep. 6x19-9x24) 
 Il padre della famiglia. Lavora come dirigente in una cava, anch'essa soggetta alla crisi economica. Il suo film preferito è Le iene, che è anche la prima pellicola vista insieme con la moglie Frankie. Non sorride quasi mai e il suo unico interesse è guardare il football in televisione. Ha un gatto, Marmoncino prima e Granito poi, che vive presso la cava.
- Axl Redford Heck, interpretato da Charlie McDermott, doppiato da Alessio Nissolino.
 Il figlio maggiore, un adolescente disinteressato agli altri che gioca a football americano e pallacanestro, e gira in boxer per casa. Spesso invita a casa Sean e Darrin, i suoi due migliori amici: i tre si incollano al divano davanti alla TV. Axl rappresenta lo stereotipo del fratello maggiore: egocentrico, sarcastico, immaturo, pigro e critico verso i genitori e i fratelli, ma in fondo tiene a loro e quando è necessario, prende le loro difese.
- Sue Sue Heck, interpretata da Eden Sher, doppiata da Monica Vulcano.
 L'unica figlia, imbranata e sfortunata, ma molto ottimista. Ha due migliori amici, Carly, con la quale condivide le idee più strane, e Brad, il suo primo ragazzo che non sa di essere omosessuale. Sue è sempre impegnata in provini per attività extrascolastiche, ma l'unica squadra nella quale riesce ad entrare è quella della corsa campestre. Al liceo crea il gruppo di cheerleader della squadra di wrestling, nella quale incontra Matt, che diventerà il suo secondo ragazzo. Ha il nome doppio perché all'anagrafe l'impiegato lo ha scritto due volte ed è nata in un anno bisestile, ma il suo compleanno viene spesso dimenticato dalla famiglia. Ogni volta che ottiene qualcosa che la rende felice, urla di gioia e balla in un modo ridicolo e si sente profondamente in colpa quando dice le bugie e commette uno sbaglio.
- Brick Ishmail Heck, interpretato da Atticus Shaffer, doppiato da Ruggero Valli.
 Il figlio più piccolo di casa Heck. È un bambino molto particolare, passa tutto il suo tempo a leggere e quando mangia troppo zucchero, si comporta in modo normale. Frequenta una classe per bambini speciali, ma non riesce a farsi nessun amico con cui giocare. Spesso ripete a bassa voce chinando la testa verso il basso le ultime parole delle frasi che pronuncia (palilalia).

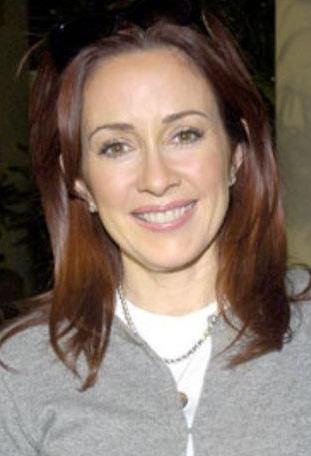
Patricia Heaton interpreta Frankie Heck
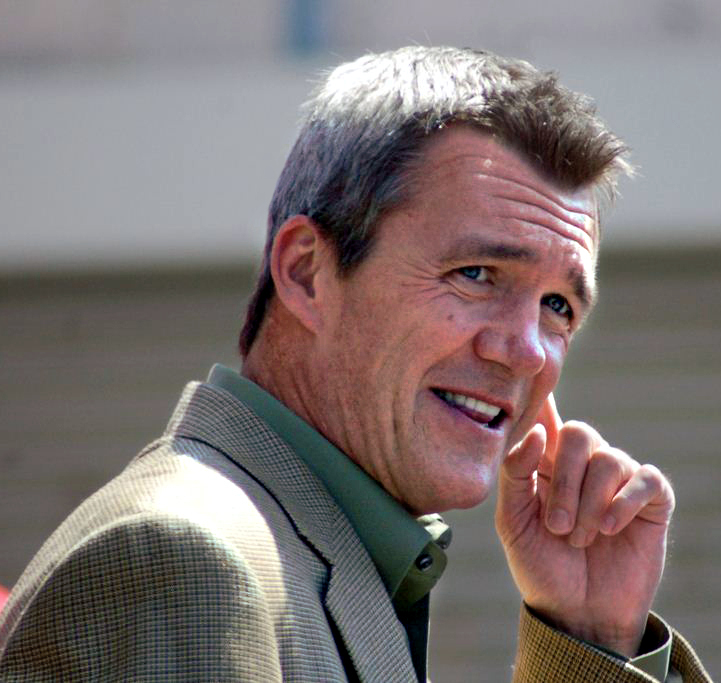
Neil Flynn interpreta Mike Heck
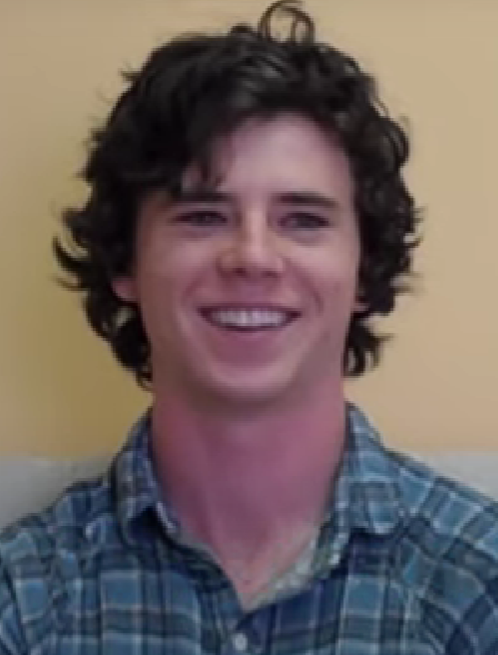
Charlie McDermott interpreta Axl Heck
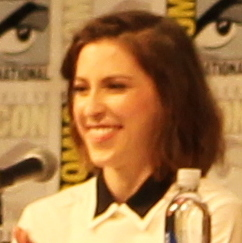
Eden Sher interpreta Sue Heck
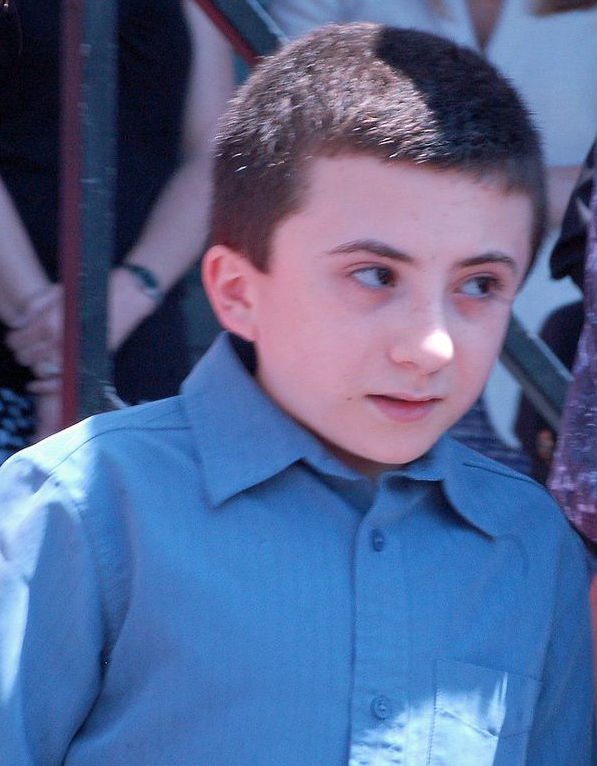
Atticus Shaffer interpreta Brick Heck

### Secondari
- Edie Freehold e Ginny Freehold, interpretate da Jeanette Miller e Frances Bay.
 Sono le zie di Frankie e prozie di Axl, Sue e Brick. Entrambe sono due ossessionate fumatrici e bevitrici, e hanno un cane con l'enfisema. Edie aiuta tutti gli anni Mike a pagare i dipendenti della cava. Nella puntata "La mappa" (terza stagione) la famiglia parla della morte di zia Ginny; infatti Frances Bay, l'interprete di zia Ginny, è morta nel 2011. Zia Edie invece muore nella puntata " Quel treno per il Dakota" (sesta stagione) all'età di 96 anni. In seguito alla sua morte il cane verrà adottato da Frankie.
- Bob Weaver, interpretato da Chris Kattan.
 Un amico di Frankie con cui lavorava in concessionaria d'auto nelle prime stagioni. Lui non ha famiglia e spesso Frankie gli chiedeva di badare ai suoi figli; Mike non lo sopportava.
- Brad Bottig, interpretato da Brock Ciarlelli.
 Il primo fidanzato di Sue. Brad è chiaramente omosessuale, come dimostrano i suoi modi di fare e alcune battute e situazioni allusive, ma lui e Sue ancora non lo capiscono subito (lo ammetterà solo nella settima stagione); in alcuni episodi torna ad aiutare Sue. In una puntata della prima stagione, Sue scopre Brad e un suo amico che fumano, motivo per cui Sue lo lascia.
- Famiglia Donahue: Sono i vicini di casa degli Heck. La famiglia è composta da Nancy, la madre, che è la miglior amica di Frankie; da Sean, il figlio maggiore e miglior amico di Axl, con cui gioca a football nella squadra del liceo e di cui Sue era innamorata; ci sono inoltre il padre Ron e le due figlie minori Dottie e Shelly.
- Darrin McGrew, interpretato da John Gammon, doppiato da Flavio Aquilone.
 Il miglior amico di Axl, vive nel suo quartiere e gioca con lui nella squadra di football del liceo. Darrin, Axl e Sean passano molto tempo insieme, anche in vacanza. Si fidanzerà con Sue e le chiederà di sposarlo, ma lei rifiuterà non sentendosi pronta.
- Derrick Glossner, Wade Glossner e "Piccolo" Glossner, interpretati da David Chandler, Parker Bolek e Gibson Bobby Sjobeck.
 Sono i terribili ragazzi Glossner, bulli del vicinato, che spaventano abitualmente Sue e Brick. La loro madre è Rita Glossner, interpretata da Brooke Shields. La figura paterna manca, in quanto il padre è stato cacciato di casa dalla moglie. Il nome del terzo fratello non è mai stato esplicitato. Nella prima stagione, il cane furioso di proprietà dei fratelli viene sciolto, provocando un conflitto fra Sue e Carly da una parte e i tre ragazzi dall'altra, il che ha dato luogo alla consueta danza sulle note della canzone Kung Fu Fighting.
- Timothy "Tim-Tom" Thomas, interpretato da Paul Hipp.
 Carismatico, affabile e amante della musica,  è il pastore dei giovani alla chiesa di Hecks; Sue lo ammira profondamente per le sue allegre e bellissime canzoni, che trattano i temi che più stanno a cuore agli adolescenti. Appare in almeno un episodio in ciascuna stagione della serie.
- Pat Spence, interpretata da Marsha Mason, doppiata da Rita Savagnone.
 La madre di Frankie, molto legata alla famiglia. Ogni volta che Frankie non riesce a reggere la pressione della routine, va a stare per qualche giorno dalla madre, sempre pronta a confortarla e a darle la forza di andare avanti. Ha un rapporto altalenante con il marito, ma in fondo lo ama.
- Tag Spence, interpretato da Jerry Van Dyke, doppiato da Giorgio Lopez.
 Il padre di Frankie, introdotto nella seconda stagione. Tag è un chiacchierone e parla sempre con Mike, ininterrottamente, cosa che Mike trova molto fastidiosa. Nella quarta stagione Tag convince Mike a incontrarsi in un ristorante di Stuckey, per avere una chiacchierata da uomo a uomo ogni domenica. Dopo un paio di incontri, Mike decide di non poterlo più fare, quindi suggerisce che Tag dovrebbe provare a chiacchierare con le persone su Facebook. L'ultima apparizione di Tag è stata nella sesta stagione (episodio 21: Due persone uguali). L'episodio si rivela essere una lunga festa tra Tag e suo fratello Dutch (interpretato dal fratello reale di Jerry Van Dyke, Dick Van Dyke), che è alimentato in gran parte dalla gelosia di Tag, ma Mike e Frankie finiscono per risolvere la situazione. L'episodio Mammapalooza dell'ultima stagione è dedicato a Jerry Van Dyke, scomparso il 5 gennaio 2018.

## Produzione

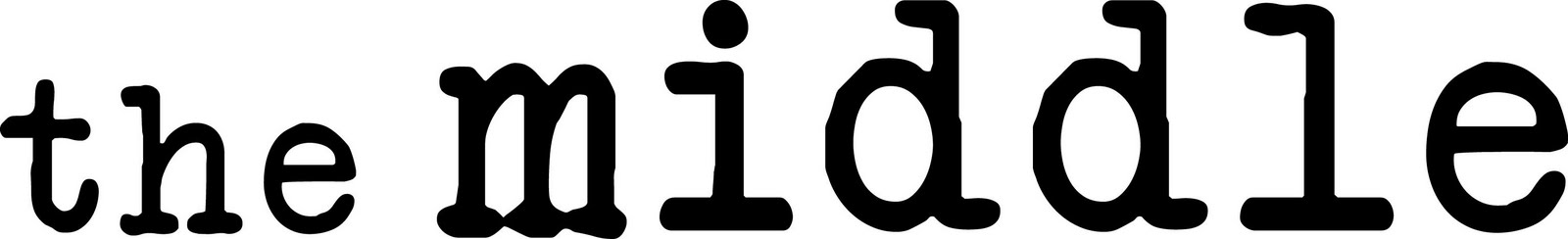
Logo della serie

La serie fu originariamente creata per la stagione 2006-2007, con Ricki Lake nel ruolo di Frankie Heck. Atticus Shaffer era l'unico attore rimasto quando lo show fu ricreato. La serie è stata creata da Eileen Heisler e DeAnn Heline (conosciute per essere state le sceneggiatrici di Pappa e ciccia e Murphy Brown), mentre l'episodio pilota è stato diretto da Julie Anne Robinson.
La prima stagione della serie, composta da 24 episodi, fu ordinata dopo la messa in onda dei primi due episodi. Il 12 gennaio 2007, il presidente della ABC Entertainment Steve McPherson annunciò il rinnovo della serie per una seconda stagione. Successivamente la serie venne rinnovata per una terza stagione che ha debuttato il 21 settembre 2011, mentre il 10 maggio 2012, ottiene il rinnovo anche per una quarta stagione. Il 10 maggio 2013, la serie viene rinnovata per una quinta stagione, mentre il 9 maggio venne confermata per una sesta stagione.
L'8 maggio 2015, ABC, rinnovò la serie anche per una settima stagione, mentre il 3 marzo 2016 venne confermata per un'ottava stagione di 22 episodi. Nel dicembre dello stesso anno ABC, ordinò un altro episodio, portando la stagione a 23 episodi.
Il 25 gennaio 2017 la serie è stata rinnovata per una nona stagione. Il 2 agosto 2017, viene reso noto che la nona sarà anche l'ultima della serie.

## Accoglienza

### Ascolti
L'episodio pilota, trasmesso il 30 settembre 2009, venne seguito da 8,71 milioni di telespettatori. L'episodio più seguito fu Domani è un altro giorno della terza stagione, trasmesso il 26 ottobre 2011 e seguito da 10,16 milioni di telespettatori.
| Stagione | Messa in onda                                                                                         | Episodi | Inizio            | Inizio         | Fine           | Fine           | Stagione televisiva | Spettatori generali |
| Stagione | Messa in onda                                                                                         | Episodi | Data              | Telespettatori | Data           | Telespettatori | Stagione televisiva | Spettatori generali |
| -------- | --- | ------- | ----------------- | -------------- | -------------- | -------------- | ------------------- | ------------------- |
| 1        | Mercoledì alle 20:30                                                                                  | 24      | 30 settembre 2009 | 8.71           | 19 maggio 2010 | 7.55           | 2009-2010           | 6.69                |
| 2        | Mercoledì alle 20:00                                                                                  | 24      | 22 settembre 2010 | 8.81           | 25 maggio 2011 | 7.33           | 2010-2011           | 8.08                |
| 3        | Mercoledì alle 20:00                                                                                  | 24      | 21 settembre 2011 | 9.74           | 23 maggio 2012 | 6.52           | 2011-2012           | 8.08                |
| 4        | Mercoledì alle 20:00                                                                                  | 24      | 26 settembre 2012 | 9.16           | 22 maggio 2013 | 7.70           | 2012-2013           | 8.42                |
| 5        | Mercoledì alle 20:00                                                                                  | 24      | 25 settembre 2013 | 8.94           | 21 maggio 2014 | 7.85           | 2013-2014           | 8.24                |
| 6        | Mercoledì alle 20:00                                                                                  | 24      | 24 settembre 2014 | 7.59           | 13 maggio 2015 | 7.03           | 2014-2015           | 8.68                |
| 7        | Mercoledì alle 20:00                                                                                  | 24      | 23 settembre 2015 | 8.21           | 18 maggio 2016 | 6.73           | 2015-2016           | 8.15                |
| 8        | Martedì alle 20:00                                                                                    | 23      | 11 ottobre 2016   | 6.78           | 16 maggio 2017 | 5.27           | 2016-2017           | 7.02                |
| 9        | Martedì alle 20:00 (episodi 1-17) Martedì alle 20:30 (episodi 18-23) Martedì alle 21:00 (episodio 24) | 24      | 3 ottobre 2017    | 6.21           | 22 maggio 2018 | 7.09           | 2017-2018           | 7.28                |

### Critica
The Middle ha ricevuto recensioni positive da parte dalla critica, citando i suoi personaggi unici e originali e lodando lo standard coerente e il ritratto realistico dello spettacolo delle famiglie della classe medio-bassa. Ha ricevuto il 74% di recensioni positive su Rotten Tomatoes, mentre su Metacritic ottiene un punteggio di 71 su 100.
I critici hanno anche elogiato il tempismo, la scrittura e la recitazione dello spettacolo; ad esempio, Robert Bianco di USA Today ha scritto: "...Questa serie sembra offrire in modo più sicuro una versione di prima classe di ciò che così tanti spettatori dicono di volere: uno sguardo umoristico, sincero e realistico alla famiglia della classe media e della vita del Midwest." Ken Tucker di Entertainment Weekly ha osservato nella seconda stagione che The Middle continua ad essere "uno spettacolo solido come una roccia, la saga di una famiglia che lotta per mantenere la testa al di sopra delle acque agitate dell'economia". 
| Stagione | Accoglienza         | Accoglienza                              | Accoglienza        |
| Stagione | Rotten Tomatoes     | Rotten Tomatoes - Punteggio del pubblico | Metacritic         |
| -------- | ------------------- | ---------------------------------------- | ------------------ |
| 1        | 74% (19 recensioni) | 82% (42 recensioni)                      | 70 (25 recensioni) |
| 2        | -                   | 84% (27 recensioni)                      | -                  |
| 3        | -                   | 87% (24 recensioni)                      | -                  |
| 4        | 100% (5 recensioni) | 76% (27 recensioni)                      | -                  |
| 5        | -                   | 81% (71 recensioni)                      | -                  |
| 6        | -                   | 80% (50 recensioni)                      | -                  |
| 7        | -                   | 86% (40 recensioni)                      | -                  |
| 8        | -                   | 92% (31 recensioni)                      | -                  |
| 9        | 100% (7 recensioni) | 100% (37 recensioni)                     | -                  |

## Riconoscimenti
- 2011 - Gracie Awards[54]
  - Miglior serie commedia.
- 2011 - Young Artist Awards[55]
  - Miglior performance in una serie televisiva - Giovane attore guest star di anni 10 o meno a Parker Contreras.
  - Miglior performance in una serie televisiva - Giovane attore ricorrente a Brock Ciarlelli.
- 2012 - 1st PAAFTJ Television Awards[56]
  - Miglior attrice in una serie commedia a Patricia Heaton.
- 2012 - Young Artist Awards[57]
  - Miglior performance in una serie televisiva - Giovane attore ricorrente di anni 17-21 a Brock Ciarlelli.
- 2013 - Young Artist Awards[58]
  - Miglior performance in una serie televisiva - Giovane attore ricorrente di anni 17-21 a Brock Ciarlelli.
- 2013 - Critics' Choice Awards[59]
  - Miglior attrice non protagonista in una serie tv commedia a Eden Sher.
- 2014 - EWwy Awards[60]
  - Miglior attrice non protagonista in una serie tv commedia a Eden Sher.
- 2014 - ASCAP Film and Television Music Awards[61]
  - Top TV Series a Joey Newman
- 2015 - Young Artist Awards[62]
  - Miglior performance in una serie televisiva - Giovane attore ricorrente di anni 17-21 a Brock Ciarlelli.
  - Nomination Miglior performance in una serie televisiva - Giovane attrice guest star di anni 14-16 a Ava Allan.
- 2015 - Kids' Choice Awards[63]
  - Nomination Attore TV preferito a Charlie McDermott.
- 2016 - Humanitas Prize[64]
  - 30 Minute Category - Episodio "Il diploma".
- 2016 - Young Entertainer Awards[65]
  - Miglior performance in una serie televisiva - Giovane attore guest star a Matt Cornett.
- 2017 - ASCAP Film and Television Music Awards[66]
  - Top Television Series a Joey Newman
- 2017 - Young Entertainer Awards
  - Miglior performance in una serie televisiva - Giovane attrice a Casey Burke

## Spin-off

### Sviluppo
Il 30 maggio 2018, ABC annunciò l'idea di sviluppare uno spin-off sul personaggio di Sue Heck, interpretato da Eden Sher. Per adesso è stato ordinato solo l'episodio pilota, ma l'obiettivo della rete è mandare in onda la serie in midseason. La potenziale serie doveva essere ambientata alcuni anni dopo la fine della serie originaria Sue Heck da adulta. Lo spin-off è stato ordinato ufficialmente il 13 agosto 2018 e seguirà "le ventenni avventure dell'eterna ottimista Sue Heck mentre lascia la piccola città di Orson per navigare tra gli alti e bassi di una carriera e della giovane età adulta nella grande città di Chicago". Il 5 ottobre 2018, ABC annuncia che la serie si sarebbe intitolata Sue Sue in the City e ne ordinò l'episodio pilota. Successivamente venne annunciato che la serie non si sarebbe intitolata così e che sarebbe rimasta, per il momento, senza titolo. Il 21 novembre 2018, TV Line, scrisse che ABC non avrebbe più prodotto la serie, anche se potrebbe essere acquistata da altre reti.

### Casting
Il 5 ottobre 2018, venne annunciato che Brock Ciarlelli avrebbe interpretato Brad Bottig nel cast principale della serie. Qualche giorno dopo, l'8 ottobre 2018, venne riportato che Kimberley Crossman avrebbe recitato nella serie nel ruolo di Remi. L'attrice venne successivamente seguita da Finesse Mitchell nel ruolo di Hudson e da Chris Diamantopoulos nel ruolo di Nick.